# Jon Ander Insausti
Jon Ander Insausti Irastorza (Mutiloa, 13 december 1992) is een Spaans wielrenner die anno 2018 rijdt voor Team Euskadi. Hij is de neef van profwielrenners Jon en Gorka Izagirre.

## Carrière
In 2010 werd Insausti nationaal kampioen veldrijden bij de junioren. Datzelfde jaar werd hij derde op het regionale kampioenschap tijdrijden. In 2011 werd hij wederom nationaal kampioen in het veld, ditmaal bij de beloften. Zowel in 2012 als in 2013 werd hij regionaal kampioen tijdrijden, respectievelijk bij de beloften en eliterenners zonder contract. Daarnaast werd hij in 2013 vijfde op het nationaal kampioenschap tijdrijden voor beloften.
In 2014 behaalde Insausti een zilveren medaille op het nationaal beloftenkampioenschap veldrijden, won hij zowel het regionaal beloftenkampioenschap als het provinciaal kampioenschap voor eliterenners in het onderdeel tijdrijden, werd hij vierde op het regionaal kampioenschap op de weg en vierde op het nationaal beloftenkampioenschap tijdrijden. Aan het einde van het seizoen werd hij derde op het regionaal kampioenschap veldrijden.
In 2015 reed Insausti voor Murias Taldea. Zijn debuut voor deze ploeg maakte hij tijdens de Challenge Mallorca. In maart kwam hij dicht bij zijn eerste profoverwinning: in de Grote Prijs van Cholet-Pays de Loire won Insausti 21 seconden na winnaar Pierrick Fédrigo de sprint van de achtervolgende groep. Zijn seizoen sloot de Bask af met een negentiende plaats in de Chrono des Nations.
In 2016 nam Insausti onder meer deel aan de Ronde van Portugal, waar hij in de derde etappe een zesde plaats wist te behalen. In oktober werd bekend dat hij, net als zijn neef Jon Izagirre, in 2016 zou gaan koersen voor Bahrain-Merida. Zijn debuut voor die ploeg maakte hij in de Ronde van Murcia 2017, die hij niet uitreed. In mei behaalde hij zijn eerste profzege, door de laatste etappe van de Ronde van Japan op zijn naam te schrijven. In juni werd hij dertiende in het door Jonathan Castroviejo gewonnen nationale kampioenschap tijdrijden.
In 2018 deed nam Insausti een stap terug naar Team Euskadi. In januari van dat jaar werd hij vijftiende in de Trofeo Palma. Drie dagen later maakte hij deel uit van de selectie die veertiende werd in de ploegentijdrit van de Ronde van Valencia.

## Overwinningen
2017
8e etappe Ronde van Japan

## Resultaten in voornaamste wedstrijden
| Jaar | Ronde van Vlaanderen | Parijs-Roubaix |
| ---- | -------------------- | -------------- |
| 2017 | opgave               | buit.tijd      |

## Ploegen
- 2015 –  Murias Taldea
- 2016 –  Euskadi Basque Country-Murias
- 2017 –  Bahrain-Merida
- 2018 –  Team Euskadi

Bagües · Barrenetxea · Bizkarra · Bravo · Estévez · García · González · Insausti · Intziarte · Lizarralde · Orbe · Txoperena · Aranburu (stagiair)
Aranburu · Bagües · Barrenetxea · Bizkarra · Bravo · Estévez · Ad. González · Ai. González · Insausti · Iturria · Lizarralde · Olaberria · Txoperena · Udondo · Irizar (stagiair) · Rodríguez (stagiair)
Agnoli · Arashiro · Boaro · Bole · Bonifazio · Božič · Brajkovič · Cink · Colbrelli · Feng · García · Gasparotto · Grmay · Haussler · Insausti · Izagirre · Moreno · Navardauskas · A. Nibali · V. Nibali · Novak · Pellizotti · Per · Pibernik · Siwtsow · Visconti · Wang · Garosio (stagiair) · Padoen (stagiair) · Toniatti (stagiair)
Alonso · Azkarate · Azurmendi · Buades · Fernández · García · Goikoetxea · Insausti · Juaristi · López · López-Cózar · Martín